# Japan Basketball League
Japan Basketball League (jap. 日本バスケットボールリーグ Nippon basukettobōru rīgu) - japońska profesjonalna liga koszykówki utworzona w 2007 roku. Rywalizuje w niej 8 japońskich drużyn. Pierwszy mecz miał miejsce 11 października 2007 roku. Jej poprzedniczką była liga Basketball Japan League (jap. バスケットボール日本リーグ Basukettobōru nippon rīgu), która istniała w latach 1967–2007.

## Historia

### Tworzenie ligi
W lipcu 2006 roku wybrano 8 drużyn do nowej japońskiej ligi w koszykówkę. Pod koniec tego samego roku oficjalnie nadano nazwę Japan Basketball League. W lipcu 2007 roku wybrano zarząd JBL.

### Sezon 2007/2008

#### Sezon regularny
11 października 2007 roku został rozegrany pierwszy mecz. Rywalizowały ze sobą Hitachi SunRockers (jap. 日立サンロッカーズ) oraz Aisin Seahorses (jap. アイシンシーホース). Mecz zakończył się wynikiem 67:57 dla Seahorses. Sezon składał się z 18 tygodni sezonu zasadniczego i 2 tygodni rozgrywek pucharowych (play-off). Co tydzień miało miejsce 8 meczów.

#### JBL All-Star
25 grudnia 2007 roku, w 11 tygodniu rozgrywek,odbył się JBL All-Star 2007-2008, gdzie rywalizowali najlepsi zawodnicy(według fanów) z zachodnich i wschodnich drużyn. Mecz został rozegrany w Tsukisamu Green Dome w Sapporo.

Zawodnicy:
- Wschód:

☆ Igarashi Key (jap.  五十嵐圭) (Hitachi)
☆ Orimo Takehiko (jap.  折茂武彦) (Hokkaido)
☆ Taiji Sakai (jap.  酒井泰滋) (Hitachi)
☆ Takeuchi Joji (jap.  竹内譲次) (Hitachi)
☆ Ito Shunsuke (jap.  伊藤俊亮) (Toshiba)
☆ Jawad Williams (Hokkaido)
☆ Tyler Newton (Hokkaido)
・ Sakurai Ryota (jap. 桜井良太) (Hokkaido)
・ Watanabe Takuma (jap. 渡邉拓馬) (Toyota Alvark)
・ Satoru Furuta (jap. 古田悟) (Toyota Alvark)
・ Ishizaki Takumi (jap. 石崎巧) (Toshiba)
・ Kikuchi Shohei (jap. 菊地祥平) (Toshiba)
- Zachód:

☆ Kashiwagi Shinsuke (jap. 柏木真介) (Aisin)
☆ Asayama Shogo (jap. 朝山正悟) (OSG)
☆ Kawamura Takura (jap. 川村卓也) (OSG)
☆ Takeuchi Kousuke (jap. 竹内公輔) (Aisin)
☆ J. R. Sakuragi (jap. 桜木ジェイアール) (Aisin)
☆ Alfa Bangura (Aisin)
☆ Ace Custis (Panasonic)
・ Sako Kenichi (jap. 佐古賢一) (Aisin)
・ Kajiyama Shingo (jap. 梶山信吾) (Mitsubishi)
・ Sato Takuya (jap. 佐藤託矢) (Mitsubishi)
・ Abe Yu (jap. 阿部佑宇) (Panasonic)
・ Aono Fumihiko (jap. 青野文彦) (Panasonic)
| Zwycięzca | Wynik   | Przegrany | MVP           |
| --------- | ------- | --------- | ------------- |
| Zachód    | 122:112 | Wschód    | Asayama Shogo |

W tym tygodniu odbyło się wyjątkowo tylko 4 rozgrywki sezonu regularnego.

#### Play-off
15 marca 2008 roku rozpoczęły się półfinały ligi. Brało w nich udział 4 najlepsze drużyny sezonu regularnego:
- Aisin Seahorses (26 zwycięstw i 9 przegranych w sezonie regularnym)
- Toyota Alvark (21 zwycięstw i 14 przegranych w sezonie regularnym)
- Mitsubishi Diamond Dolphins (20 zwycięstw i 15 przegranych w sezonie regularnym)
- Hamamatsu Higashimikawa Phoenix (18 zwycięstw i 17 przegranych w sezonie regularnym)

| Wyniki półfinałów play-off w sezonie 2007/2008 | Wyniki półfinałów play-off w sezonie 2007/2008 | Wyniki półfinałów play-off w sezonie 2007/2008 | Wyniki półfinałów play-off w sezonie 2007/2008 |
| Data                                           | Gospodarze                                     | Wynik                                          | Goście                                         |
| ---------------------------------------------- | ---------------------------------------------- | ---------------------------------------------- | ---------------------------------------------- |
| 15 marca 2008                                  | Aisin Seahorses                                | 91:88                                          | Hamamatsu Higashimikawa Phoenix                |
| 15 marca 2008                                  | Toyota Alvark                                  | 100:93                                         | Mitsubishi Diamond Dolphins                    |
| 16 marca 2008                                  | Hamamatsu Higashimikawa Phoenix                | 60:70                                          | Aisin Seahorses                                |
| 16 marca 2008                                  | Mitsubishi Diamond Dolphins                    | 77:95                                          | Toyota Alvark                                  |

Do finału dostały się Aisin Seahorses i Toyota Alvark. Mecze finałowe rozpoczęły się 20 marca 2008 roku, a drużyny grały do 3 zwycięstw.
| Wyniki finałów play-off w sezonie 2007/2008 | Wyniki finałów play-off w sezonie 2007/2008 | Wyniki finałów play-off w sezonie 2007/2008 | Wyniki finałów play-off w sezonie 2007/2008 |
| Data                                        | Gospodarze                                  | Wynik                                       | Goście                                      |
| ------------------------------------------- | ------------------------------------------- | ------------------------------------------- | ------------------------------------------- |
| 20 marca 2008                               | Aisin Seahorses                             | 81:65                                       | Toyota Alvark                               |
| 22 marca 2008                               | Toyota Alvark                               | 82:76                                       | Aisin Seahorses                             |
| 23 marca 2008                               | Aisin Seahorses                             | 72:86                                       | Toyota Alvark                               |
| 25 marca 2008                               | Toyota Alvark                               | 69:88                                       | Aisin Seahorses                             |
| 26 marca 2008                               | Aisin Seahorses                             | 93:79                                       | Toyota Alvark                               |

Ostatecznie mistrzostwo ligi JBL w sezonie 2007/2008 zdobył Aisin Seahorses.

### Sezon 2008/2009

#### Sezon zasadniczy
Sezon rozpoczął się 26 września 2008 roku. W lidze pozostały wszystkie drużyny oprócz Hamamatsu Higashimikawa Phoenix. Na jej miejsce wszedł Link Tochigi Brex. Sezon zasadniczy trwał 21 tygodni i zakończył się 8 marca 2009 roku.
| Wyniki sezonu regularnego 2008/2009 | Wyniki sezonu regularnego 2008/2009 | Wyniki sezonu regularnego 2008/2009 | Wyniki sezonu regularnego 2008/2009 |
| Miejsce                             | Drużyna                             | Wynik                               | % wygranych                         |
| ----------------------------------- | ----------------------------------- | ----------------------------------- | ----------------------------------- |
| 1                                   | Aisin Seahorses                     | 24 wygranych, 11 przegranych        | 68,6                                |
| 2                                   | Hitachi SunRockers                  | 23 wygranych, 12 przegranych        | 65,7                                |
| 3                                   | Panasonic Trians                    | 22 wygranych, 13 przegranych        | 62,9                                |
| 4                                   | Toyota Alvark                       | 18 wygranych, 17 przegranych        | 51,4                                |
| 5                                   | Link Tochigi Brex                   | 16 wygranych, 19 przegranych        | 45,7                                |
| 6                                   | Toshiba Brave Thunders              | 15 wygranych, 20 przegranych        | 42,9                                |
| 7                                   | Rera Kamuy Hokkaido                 | 14 wygranych, 21 przegranych        | 40                                  |
| 8                                   | Mitsubishi Diamond Dolphins         | 8 wygranych, 27 przegranych         | 22,9                                |

#### JBL All-Star
23 grudnia 2008 roku miał miejsce JBL All-Star.Uczestniczących w tym przedsięwzięciu, jak we wcześniejszym sezonie, wybrali fani poprzez głosowanie.
Zawodnicy:
- Wschód:

☆ Igarashi Key (jap.  五十嵐圭) (Hitachi)
☆ Kawamura Takuya (jap.  川村卓也) (Tochigi)
☆ Asayama Shogo (jap.  朝山正悟) (Hokkaido)
☆ Takeuchi Joji (jap.  竹内譲次) (Hitachi)
☆ Ito Shunsuke (jap.  伊藤俊亮) (Tochigi)
☆ James Cripe (Tochigi)
☆ Tyler Newton (Hokkaido)
・ Tabuse Yuta (jap. 田臥 勇太) (Tochigi)
・ Orimo Takehiko (jap. 折茂武彦) (Hokkaido)
・ Yusuke Okada (jap. 岡田優介) (Toyota Alvark)
- Zachód:

☆ Kikuchi Shohei (jap. 菊地祥平) (Toshiba)
☆ Sako Kenichi (jap. 佐古賢一) (Aisin)
☆ Amino Tomoo (jap. 網野 友雄) (Aisin)
☆ Takeuchi Kousuke (jap. 竹内公輔) (Aisin)
☆ J. R. Sakuragi (jap. 桜木ジェイアール) (Aisin)
☆ Corey Violet (Toshiba)
☆ Karl Thomas (Mitsubishi)
・ Ishizaki Takumi (jap.  石崎巧) (Toshiba)
・ Kashiwagi Shinsuke (jap.  柏木真介) (Aisin)
・ Hirose Kenta (jap. 広瀬健太) (Panasonic)
| Zwycięzca | Wynik  | Przegrany | MVP             |
| --------- | ------ | --------- | --------------- |
| Wschód    | 120:98 | Zachód    | Kawamura Takuya |

#### Play-off
14 marca 2009 roku rozpoczęły się półfinały rozgrywek pucharowych. Podobnie jak w poprzednim sezonie, zakwalifikowało się 4 najlepsze drużyny. Pary półfinałowe były dobrane tak, aby pierwsze miejsce sezonu regularnego grało z czwartym miejsce, a drugie z trzecim. W każdej dwójce gospodarzem spotkań były zespoły lepsze w sezonie regularnym. Pary grały do dwóch zwycięstw.
| Wyniki półfinałów play-off w sezonie 2008/2009 | Wyniki półfinałów play-off w sezonie 2008/2009 | Wyniki półfinałów play-off w sezonie 2008/2009 | Wyniki półfinałów play-off w sezonie 2008/2009 |
| Data                                           | Gospodarze                                     | Wynik                                          | Goście                                         |
| ---------------------------------------------- | ---------------------------------------------- | ---------------------------------------------- | ---------------------------------------------- |
| 14 marca 2009                                  | Aisin Seahorses                                | 80:72                                          | Toyota Alvark                                  |
| 14 marca 2009                                  | Hitachi SunRockers                             | 63:60                                          | Panasonic Trians                               |
| 15 marca 2009                                  | Aisin Seahorses                                | 67:62                                          | Toyota Alvark                                  |
| 15 marca 2009                                  | Hitachi SunRockers                             | 72:79                                          | Panasonic Trians                               |
| 16 marca 2009                                  | Hitachi SunRockers                             | 76:62                                          | Panasonic Trians                               |

Do finału zakwalifikowały się Aisin Seahorses i Hitachi SunRockers. Mecze finałowe rozegrałno od 20 do 25 marca 2009 roku.
| Wyniki finałów play-off w sezonie 2007/2008 | Wyniki finałów play-off w sezonie 2007/2008 | Wyniki finałów play-off w sezonie 2007/2008 | Wyniki finałów play-off w sezonie 2007/2008 |
| Data                                        | Gospodarze                                  | Wynik                                       | Goście                                      |
| ------------------------------------------- | ------------------------------------------- | ------------------------------------------- | ------------------------------------------- |
| 20 marca 2009                               | Aisin Seahorses                             | 68:64                                       | Hitachi SunRockers                          |
| 21 marca 2009                               | Aisin Seahorses                             | 62:65                                       | Hitachi SunRockers                          |
| 22 marca 2009                               | Aisin Seahorses                             | 81:71                                       | Hitachi SunRockers                          |
| 25 marca 2009                               | Aisin Seahorses                             | 79:59                                       | Hitachi SunRockers                          |

Drużyna Aisin Seahorses została mistrzem JBL w sezonie 2008/2009. Jest to już ich drugie zwycięstwo w tej lidze.

### Sezon 2009/2010

#### Sezon zasadniczy
Pierwszy mecz odbył się 3 października 2009 roku. Sezon zasadniczy składał się z 21 tygodni i zakończył się 28 marca 2010 roku. W każdym tygodniu rozegrano 8 meczów.
| Wyniki sezonu regularnego 2009/2010 | Wyniki sezonu regularnego 2009/2010 | Wyniki sezonu regularnego 2009/2010 | Wyniki sezonu regularnego 2009/2010 |
| Miejsce                             | Drużyna                             | Wynik                               | % wygranych                         |
| ----------------------------------- | ----------------------------------- | ----------------------------------- | ----------------------------------- |
| 1                                   | Aisin Seahorses                     | 31 wygranych,11 przegranych         | 73,8                                |
| 2                                   | Link Tochigi Brex                   | 27 wygranych,15 przegranych         | 64,3                                |
| 3                                   | Panasonic Trians                    | 25 wygranych,17 przegranych         | 59,5                                |
| 4                                   | Hitachi SunRockers                  | 23 wygranych,19 przegranych         | 54,8                                |
| 5                                   | Toshiba Brave Thunders              | 22 wygranych,20 przegranych         | 52,4                                |
| 6                                   | Toyota Alvark                       | 20 wygranych,22 przegranych         | 47,6                                |
| 7                                   | Rera Kamuy Hokkaido                 | 12 wygranych,30 przegranych         | 28,6                                |
| 8                                   | Mitsubishi Diamond Dolphins         | 8 wygranych,34 przegranych          | 19                                  |

#### JBL All-Star
23 grudnia 2009 roku miał miejsce JBL All-Star. Gracze byli wybierani przez głosy fanów.
- Wschód:

☆ Igarashi Kei (jap. 五十嵐圭)→Shonaka Takeki (jap. 正中岳城) (Toyota Alvark)
☆ Orimo Takehiko (jap. 折茂武彦) (Hokkaido)
☆ Inoue Akihito (jap. 井上聡人)→Yamada Daiji (jap. 山田大治) (Hokkaido)
☆ Takeuchi Joji (jap. 竹内譲次) (Hitachi)
☆ Ito Szunsuke (jap. 伊藤俊亮) (Tochigi)
☆ Charles O’Bannon (Toyota Alvark)
☆ Cyrus Tate (Hokkaido)
・ Tabuse Yuta (jap. 田臥 勇太) (Tochigi)
・ Kawamura Takuya (jap. 川村卓也) (Tochigi)
・ Okada Yusuke (jap. 岡田優介) (Toyota Alvark)
- Zachód:

☆ Ishizaki Takumi (jap. 石崎巧) (Toshiba)
☆ Asayama Shogo (jap. 朝山正悟) (Aisin)
☆ Amino Tomoo (jap. 網野友雄) (Aisin)
☆ Takeuchi Kousuke (jap. 竹内公輔) (Aisin)
☆ J. R. Sakuragi (jap. 桜木ジェイアール) (Aisin)
☆ Tyler Newton (Toshiba)
☆ Jerald Honeycutt (Panasonic)
・ Kashiwagi Shinsuke (jap. 柏木真介) (Aisin)
・ Hirose Kenta (jap. 広瀬健太) (Panasonic)
・ Uzawa Jun (jap. 鵜澤潤) (Mitsubishi)
| Zwycięzca | Wynik   | Przegrany | MVP            |
| --------- | ------- | --------- | -------------- |
| Wschód    | 132:120 | Zachód    | Orimo Takehiko |

#### Play-off
Półfinały play-off rozpoczęły się stosunkowo późno, bo dopiero 3 kwietnia 2010 roku. Pierwsze cztery zespoły, które w sezonie regularnym miały najwięcej zwycięstw zostały podzielone na dwie pary i zmierzyły się w półfinałach rundy pucharowej. Podobnie jak we wcześniejszych sezonach pierwsze miejsce sezonu regularnego grało z czwartym, zaś drugie z trzecim. Zgodnie z zasadą wprowadzoną sezon wcześniej, gospodarzami meczów półfinałowych była drużyna Aisin Seahorses w pierwszej parze i Link Tochigi Brex w drugiej parze.
| Wyniki półfinałów play-off w sezonie 2009/2010 | Wyniki półfinałów play-off w sezonie 2009/2010 | Wyniki półfinałów play-off w sezonie 2009/2010 | Wyniki półfinałów play-off w sezonie 2009/2010 |
| Data                                           | Gospodarze                                     | Wynik                                          | Goście                                         |
| ---------------------------------------------- | ---------------------------------------------- | ---------------------------------------------- | ---------------------------------------------- |
| 3 kwietnia 2010                                | Aisin Seahorses                                | 66:61                                          | Hitachi SunRockers                             |
| 3 kwietnia 2010                                | Link Tochigi Brex                              | 81:91                                          | Panasonic Trians                               |
| 4 kwietnia 2010                                | Aisin Seahorses                                | 61:47                                          | Hitachi SunRockers                             |
| 4 kwietnia 2010                                | Link Tochigi Brex                              | 84:72                                          | Panasonic Trians                               |
| 5 kwietnia 2010                                | Link Tochigi Brex                              | 81:80                                          | Panasonic Trians                               |

W finale zmierzyli się zawodnicy z Aisin Seahorses i Link Tochigi Brex. Mecze finałowe odbyły się od 10 do 12 kwietnia 2010 roku.
| Wyniki finałów play-off w sezonie 2009/2010 | Wyniki finałów play-off w sezonie 2009/2010 | Wyniki finałów play-off w sezonie 2009/2010 | Wyniki finałów play-off w sezonie 2009/2010 |
| Data                                        | Gospodarze                                  | Wynik                                       | Goście                                      |
| ------------------------------------------- | ------------------------------------------- | ------------------------------------------- | ------------------------------------------- |
| 10 kwietnia 2010                            | Aisin Seahorses                             | 77:88                                       | Link Tochigi Brex                           |
| 11 kwietnia 2010                            | Aisin Seahorses                             | 72:80                                       | Link Tochigi Brex                           |
| 12 kwietnia 2010                            | Aisin Seahorses                             | 63:71                                       | Link Tochigi Brex                           |

Tytuł mistrza ligi JBL w sezonie 2009/2010 zdobył zespół Link Tochigi Brex.

### Sezon 2010/2011

#### Sezon zasadniczy
Sezon rozpoczął się 19 września 2010 roku. Trwał 18 tygodni, po 8 meczów w tygodniu.
| Wyniki sezonu regularnego 2010/2011 | Wyniki sezonu regularnego 2010/2011 | Wyniki sezonu regularnego 2010/2011 | Wyniki sezonu regularnego 2010/2011 |
| Miejsce                             | Drużyna                             | Wynik                               | % wygranych                         |
| ----------------------------------- | ----------------------------------- | ----------------------------------- | ----------------------------------- |
| 1                                   | Aisin Seahorses                     | 26 wygranych,10 przegranych         | 72                                  |
| 2                                   | Panasonic Trians                    | 26 wygranych,10 przegranych         | 72                                  |
| 3                                   | Toyota Alvark                       | 23 wygranych,13 przegranych         | 64                                  |
| 4                                   | Toshiba Brave Thunders              | 17 wygranych,19 przegranych         | 47                                  |
| 5                                   | Hitachi SunRockers                  | 16 wygranych,20 przegranych         | 44                                  |
| 6                                   | Link Tochigi Brex                   | 15 wygranych,21 przegranych         | 42                                  |
| 7                                   | Mitsubishi Diamond Dolphins         | 11 wygranych,25 przegranych         | 31                                  |
| 8                                   | Klub Koszykarski Hokkaido           | 10 wygranych,26 przegranych         | 28                                  |

#### JBL All-Star
23 grudnia 2010 roku został rozegrany JBL All-Star, gdzie zagrali najlepsi zawodnicy(według fanów) ligi. Mecz odbył się w Centrum Sportowym Prefektury Gunma (jap. 群馬県総合スポーツセンター Gunmaken Sōgō Supōtsu Sentā). Zawodnicy:
- Wschód:

☆ Tabuse Yuta (jap. 田臥 勇太) (Tochigi)
☆ Kawamura Takuya (jap. 川村卓也) （Tochigi）
☆ Sakurai Ryota (jap. 桜井良太) （Hokkaido）
☆ Takeuchi Joji (jap. 竹内譲次) （Hitachi）
☆ Ito Shunsuke (jap. 伊藤俊亮) （Tochigi）
☆ Tyler Smith （Hitachi）
☆ Scott Merritt （Tochigi）
・ Orimo Takehiko (jap. 折茂武彦) （Hokkaido）
・ Okada Yasuke (jap. 岡田優介) （Toyota Alvark）
・ Michael Takahashi (jap. 高橋マイケル) （Toyota Alvark）→Omiya Hiromasa (jap. 大宮宏正) （Tochigi）
- Zachód:

☆ Igarashi Kei (jap. 五十嵐圭) （Mitsubishi）
☆ Kajiyama Shingo (jap. 梶山信吾) （Mitsubishi）
☆ Hirose Kenta (jap. 広瀬健太) （Panasonic）
☆ Takeuchi Kousuke (jap. 竹内公輔) （Aisin）
☆ J. R. Sakuragi (jap. 桜木ジェイアール) （Aisin）
☆ Charles O’Bannon（Toshiba）
☆ Ron Hale （Mitsubishi）
・ Kikuchi Shohei (jap. 菊地祥平) （Toshiba）
・ Kashiwagi Shinsuke (jap. 柏木真介) （Aisin）
・ Kinoshita Hiroyuki (jap. 木下博之) （Panasonic）
| Zwycięzca | Wynik   | Przegrany | MVP      |
| --------- | ------- | --------- | -------- |
| Zachód    | 117:114 | Wschód    | Ron Hale |

#### Play-off
W dniu 11 marca 2011 roku odwołano wszystkie rozgrywki pucharowe ze względu na trzęsienie ziemi w Japonii. Półfinały play-off planowano na dni od 9 do 12 kwietnia, zaś finały na od 20 do 25 kwietnia.

## Drużyny
Obecnie grające drużyny to:
- Aisin Seahorses
- Panasonic Trians
- Toyota Alvark
- Toshiba Brave Thunders
- Hitachi SunRockers
- Link Tochigi Brex
- Mitsubishi Diamond Dolphins
- Rera Kamuy Hokkaido

W sezonie 2007/2008 grał zespół Hamamatsu Higashimikawa Phoenix(OSG). Link Tochigi Brex gra dopiero od sezonu 2008/2009. W trakcie sezonu 2010/2011 tymczasowy Klub Koszykarski Hokkaido zastąpił Rera Kamuy Hokkaido.